# Carol of Harvest
Carol of Harvest ist das Debütalbum der gleichnamigen deutschen Krautrock-Band aus Fürth. Das Album wurde auf dem  Label Brutkasten aus Nürnberg veröffentlicht.
Trotz der Kleinstauflage von nur 200 Stück und der Band-Auflösung bald nach der Aufnahme erfuhr das Album eine bemerkenswerte Rezeption, auch außerhalb Deutschlands.

## Band
Die Band bestand von 1976 bis 1978 und wurde nach dem Gedicht A carol of harvest (Ein Lied der Ernte) von Walt Whitman aus dem Jahr 1867 benannt. Vorbilder waren Camel, Pink Floyd, Gentle Giant, Renaissance und Clannad.

## Plattenhülle
Das Foto der Plattenhülle wurde im Park von Schloss Nymphenburg in München aufgenommen.

## Titelliste
Alle Titel wurden von Axel Schmierer geschrieben.
1. Put On Your Nightcap, 16:02
2. You And Me, 2:31
3. Somewhere At The End Of The Rainbow, 6:26
4. Dreary Eyes, 4:17
5. Try A Little Bit, 9:59